# Le Nouvion-en-Thiérache
Le Nouvion-en-Thiérache (in piccardo Ch' Nouvion-in-Thiérache) è un comune francese di 2 854 abitanti situato nel dipartimento dell'Aisne della regione dell'Alta Francia.

## Società

### Evoluzione demografica
Abitanti censiti